# 季缃绮
季缃绮（1960年10月—），男，山东费县人，中华人民共和国政治人物、商界人物。中国共产党党员，青岛商业学校（现青岛酒店管理职业技术学院）计划统计专业毕业，大学学历，南开大学高级工商管理硕士（ EMBA ）学位，高级经济师职称。

## 生平
历任山东省五交化公司副总经理，省商业综合公司总经理，山东世界贸易中心总经理，山东省商业集团（鲁商集团）总公司总经理、董事长等职。2013年1月当选山东省人民政府副省长。2018年1月4日，中央纪委监察部网站报道“山东省副省长季缃绮涉嫌严重违纪，目前正接受组织审查”。2月13日中纪委通报其被双开，移送司法机关。晋中市人民检察院指控：2003年至2017年年，被告人季缃绮利用担任山东省商业集团总公司董事长，山东省商业集团有限公司董事长，山东省人民政府副省长等职务上的便利，为相关单位在商业合作，承揽工程等事项上谋取利益，非法收受财物共计折合人民币2571万余元。2004年年至2013年，季缃绮利用其担任山东省商业集团总公司董事长，山东省商业集团有限公司董事长，山东银座美术馆法定代表人等职务上的便利，骗取山东银座美术馆馆藏书画作品等财物据为己有，共计价值人民币1224万余元。以上依法应当以受贿罪，贪污罪追究季缃绮的刑事责任。
2019年3月19日，山西省晋中市中级人民法院公开宣判，对季缃绮以受贿罪判处有期徒刑12年，并处罚金人民币200万元；以贪污罪判处有期徒刑6年，并处罚金人民币100万元，决定执行有期徒刑14年，并处罚金人民币300万元。对季缃绮受贿、贪污所得财物及其孳息，依法予以追缴，上缴国库。